# Gariga
Gariga is een geslacht van vlinders van de familie visstaartjes (Nolidae), uit de onderfamilie Chloephorinae.

## Soorten
- G. argentilinea Walker, 1863